# Wasserturm Hagenest

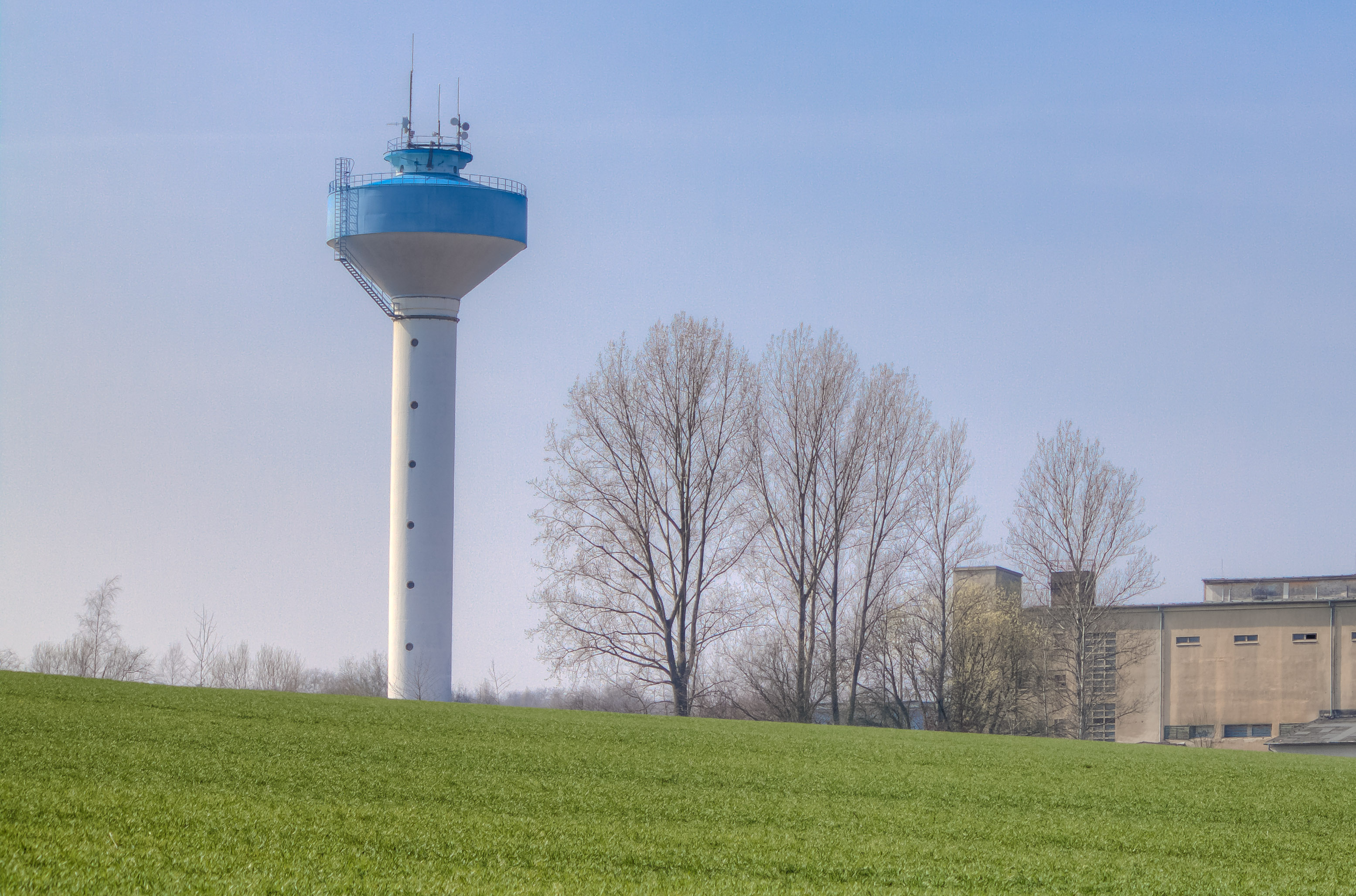
Der Wasserturm Hagenest (2015)

Der Wasserturm Hagenest ist ein von 1963 bis 1970 erbauter Wasserturm in Hagenest, das zum Ortsteil Ramsdorf der Stadt Regis-Breitingen im Landkreis Leipzig in Sachsen gehört.
Der Wasserturm wurde 1963 als Stahlbetonkonstruktion geplant. Allerdings kam es nach der Fertigstellung des Turmschafts zu einem vierjährigen Baustopp, da es aufgrund technischer Probleme nicht möglich war, den tonnenschweren Stahlbehälter auf den Schaft zu heben.
Das neue Projekt aus dem Jahr 1967 konnte durch den Chemieanlagenbau Magdeburg vollendet und 1969/70 in Betrieb genommen werden. Die Füllmenge des rund 48 Meter hohen Wasserturms beträgt maximal 1000 Kubikmeter bei einem Betriebswasserstand von rund 43 Metern über dem Gelände. Der Durchmesser des Tanks beträgt 16 Meter, er ist 9 Meter hoch. Der Turm dient der Wasserversorgung von Hagenest.
Der Wasserturm dient auch zur Abstrahlung des privaten Radioprogramms R.SA auf der UKW-Frequenz von 103,4 MHz mit 500 W ERP.